# Gioan Baotixita Nguyễn Bá Tòng
Gioan Baotixita Nguyễn Bá Tòng (1868–1949) là Giám mục người Việt đầu tiên của Giáo hội Công giáo La Mã, được cử hành nghi thức tấn phong giám mục vào năm 1933. Ông đảm nhiệm chức vụ Hạt đại diện Tông Tòa Giáo phận Phát Diệm trong khoảng thời gian 8 năm, từ năm 1935 đến năm 1943.
Giám mục Nguyễn Bá Tòng sinh tại Gò Công. Bắt đầu từ năm 10 tuổi, ông theo học các cấp học tại các chủng viện Công giáo khác nhau và hoàn thành việc tu học, được phong chức linh mục 18 năm sau đó vào năm 1896. Trở thành linh mục, ông đảm nhận các vai trò khác nhau như Thư ký Tòa giám mục, linh mục chính xứ Tân Định và Bà Rịa.
Tòa Thánh loan tin bổ nhiệm linh mục Gioan Baotixta Nguyễn Bá Tòng làm giám mục phó đại diện tông tòa địa phận Phát Diệm. Với việc bổ nhiệm này, ông trở thành giám mục Công giáo Việt Nam đầu tiên. Nghi thức tấn phong tổ chức tại Rôma do giáo hoàng Piô XI chủ sự. Ông đảm nhiệm vai trò Đại diện Tông Tòa địa phận từ năm 1935 đến năm 1943 khi hồi hưu. Sau đó, giám mục Tông quản lý địa phận trong cương vị giám quản hơn một năm từ năm 1944 đến năm 1945 khi giám mục kế vị Gioan Maria Phan Đình Phùng đột ngột qua đời.
Nguyễn Bá Tòng được ghi nhận về việc biên soạn tuồng Thương Khó, xây dựng và cơi nới các giáo xứ ông quản nhiệm. Giám mục Tòng còn nổi tiếng với tài hùng biện, giao thiệp, kiến trúc và viết kịch bản. Với việc đắp đê (Sê) Kim Tùng bảo vệ mùa màng và tạo việc làm cho dân nghèo, Nguyễn Bá Tòng được trao thưởng Bắc Đẩu Bội tinh của Pháp và Nam Long Bội tinh của triều đình Huế.

## Thân thế và tu nghiệp
Nguyễn Bá Tòng sinh ngày 7 tháng 8 năm 1868 tại tỉnh Gò Công (nay thuộc thành phố Gò Công, tỉnh Tiền Giang, thuộc Giáo phận Mỹ Tho ngày nay) trong một gia đình đạo đức. Cha mẹ ông là ông Giacôbê Nguyễn Gia Tuấn và bà Mađalêna Nguyễn Thị Chi. Thân phụ ông trước có du học Penang, sau này trở về Việt Nam hành nghề thông dịch viên tại Gò Công và Trà Vinh.
Năm 1878, khi lên 10 tuổi, cậu bé Nguyễn Bá Tòng được gửi vào trường Tiểu học La San tại Định Tường. Khi ngôi trường bị đóng cửa năm 1880, cậu được gửi về Sài Gòn và theo học Collège d'Adran. Tại đây, cậu được gặp linh mục Jean Dépierre (tên Việt: Để, 1855–1898), giáo sư môn Latinh Tiểu chủng viện Sài Gòn kiêm Tuyên úy trường La san d'Adran, quý mến và đỡ đầu. Lên 15 tuổi, linh mục Dépierre Để giới thiệu cậu bé Tòng vào học Tiểu chủng viện, thời gian này dưới quyền giám đốc của Linh mục Thiriet, là một người thông thái. Những năm học ở Tiểu chủng viện, cậu luôn được xem là một chủng sinh xuất sắc. Năm 1887, chủng sinh Nguyễn Bá Tòng được nhận vào học Đại chủng viện Sài Gòn và học tại đây cho đến khi tốt nghiệp năm 1896.

## Thời kỳ linh mục
Ngày 19 tháng 9 năm 1896, giám mục Jean Dépierre Để, Đại diện Tông tòa Hạt Đại diện Tông Tòa Tây Đàng Trong cử hành nghi thức phong chức linh mục cho Gioan Baotixita Nguyễn Bá Tòng tại Nhà thờ Đức Bà Sài Gòn. Ngay sau khi được truyền chức, linh mục Tòng được giám mục Dépierre bổ nhiệm làm Thư ký Tòa giám mục. Ba năm sau đó, tân giám mục địa phận Tây Đàng Trong Lucien Mossard Mão vẫn chọn linh mục Tòng đảm nhận vai trò dưới thời giám mục tiền nhiệm.
Trong thời gian này, trên cương vị Quản lý Tòa Giám mục, linh mục Nguyễn Bá Tòng nhiều lần bảo trợ những người bạn linh mục người Việt Nam bị thực dân Pháp bắt đày nơi Côn Đảo. Đó là 3 linh mục Đậu Quang Lĩnh, Nguyễn Thần Đồng, Nguyễn Văn Tường. Cả ba vị linh mục này hưởng ứng phong trào Đông Du của lãnh tụ Phan Bội Châu. Trong thời gian này, ông cũng thường xuyên đi giảng tĩnh tâm cho các nhà dòng nam nữ.
Sau nhiều năm giữ chức Quản lý Tòa Giám mục, do sức khỏe suy yếu nên ngày 2 tháng 4 năm 1917, linh mục Gioan Baotixita Tòng được chuyển về làm Quản xứ Bà Rịa. Tại đây, ông đã có nhiều đóng góp trong các công tác xã hội như hướng dẫn xây cất trường học, nhà hát. Ông cũng dựng vở tuồng mang tên Thương Khó do chính ông sáng tác tại đây, buổi diễn này là lần thứ hai sau lần diễn năm 1913 tại chủng viện.
Năm 1922, trong chuyến tháp tùng vua Khải Định sang Pháp và đến Roma, Thượng thư Nguyễn Hữu Bài, cũng đồng thời là một giáo dân, đã dâng thỉnh nguyện thư tới Giáo hoàng Piô XI xin lập hàng giáo phẩm Việt Nam. Tòa Thánh đã cử đặc sứ sang Việt Nam mở nhiều hội nghị ở Phát Diệm, Sài Gòn. Giám mục Marcou Thành từ địa phận Phát Diệm đến Sài Gòn để thăm dò và được giám mục quản lý tại đây giới thiệu linh mục Nguyễn Bá Tòng. Cùng trong năm này, tuồng Thương Khó được phát hành chính thức. Đây là một vở tuồng được đánh giá cao trong nền văn học giai đoạn 1930–1945.
Năm 1926, Đại diện Tông Tòa Sài Gòn là Giám mục Isidore Dumortier (tên Việt: Đượm) thuyên chuyển linh mục Tòng về làm linh mục chính xứ Giáo xứ Tân Định, một giáo xứ lớn vào dạng bậc nhất Sài Gòn và kiêm Giám đốc Tân Định ấn quán, một nhà in lớn thành lập từ năm 1864, chuyên in phát hành sách báo Công giáo.
Tại giáo xứ Tân Định, linh mục Nguyễn Bá Tòng cũng cho xây dựng kiến tạo nhiều công trình như mở rộng nhà thờ, xây tháp chuông cao 52 mét với đồ án do chính ông thiết kế. Linh mục Tòng cũng là một diễn giả nổi tiếng, năm 1928, giám mục Grangeon mời linh mục Nguyễn Bá Tòng đến giảng giải cấm phòng tại Qui Nhơn. Những bài giảng của ông tại đây được dân chúng hoan nghênh và tờ báo Địa phận mang tên Mémorial cho đăng các bài giảng này trong nhiều tháng liên tiếp. Linh mục Tòng cũng đến Hà Nội với mục đích giảng cấm phòng trong hai đợt, đồng thời nhận lời giám mục Marcou Thành đến giảng cấm phòng tại Thanh Hóa.

## Giám mục người Việt Tiên khởi

### Bổ nhiệm và tấn phong
Khi Giáo hoàng Piô XI ban hành thông điệp Sự việc Giáo hội (Rerum Ecclesiae) nhằm cổ vũ việc trao quyền cho hàng giáo sĩ địa phương, Giám mục Alexandre Marcou Thành là người đầu tiên hưởng ứng, với việc đề cử linh mục Gioan Baotixita Tòng làm người kế vị mình tại Hạt Đại diện Tông Tòa Phát Diệm vào năm 1933. Cùng được giám mục Marcou đề cử còn có linh mục Đa Minh Hồ Ngọc Cẩn.
Ngày 10 tháng 1 năm 1933, Giáo hoàng Piô XI ra sắc chỉ bổ nhiệm linh mục Gioan Baotixita Nguyễn Bá Tòng làm Giám mục Hiệu tòa Sozopolis in Haemimonto, giữ chức Phó đại diện Tông Tòa với quyền kế vị Hạt Đại diện Tông Tòa Phát Diệm. Một tháng sau đó, ngày 10 tháng 2, hồng y Carolus Salotti từ Bộ Truyền giáo Roma, gửi thư thông báo rằng giáo hoàng mong muốn tấn phong cho tân giám mục tại Vương cung thánh đường thánh Phêrô, Roma. Việc bổ nhiệm linh mục Nguyễn Bá Tòng làm giám mục người Việt tiên khởi đã gây sự chú ý trong dư luận, riêng hai địa phận Sài Gòn và Phát Diệm rất vui mừng trước thông tin này.
Nhận được đề nghị từ Hồng y Salotti, Nguyễn Bá Tòng rời Việt Nam ngày 1 tháng 5 năm 1933. Trên đường đi, ông đến cử hành lễ tại nhà thờ chính tòa Marseille và giảng lễ về ngày Chúa Thăng thiên. Bài giảng của giám mục tân cử ngưởi Việt lôi cuốn được các thính giả người Pháp. Sau đó Nguyễn Bá Tòng rời Marseille đến Paris và được Hội Truyền giáo hải ngoại Paris đón rước. Hộ tống tân giám mục có linh mục Phaolô Vàng, Thư ký của ông và ba linh mục khác. Hành trình đến Rôma của họ đi theo cung đường đến Singapore, Djibouti, Colombo, Port Said và Pháp.
Ngày 11 tháng 6 năm 1933, lễ tấn phong giám mục của Nguyễn Bá Tòng được tổ chức tại Vương cung thánh đường Thánh Phêrô, Vatican với phần nghi thức truyền chức giám mục đích thân Giáo hoàng Piô XI làm chủ phong, hai Hồng y Luigi Costantini và Carlo Salotti là phụ phong trong nghi thức này. Gioan Baotixita Nguyễn Bá Tòng trở thành người Việt đầu tiên được phong chức Giám mục, sau ngót nghét 4 thế kỷ từ khi Công giáo du nhập vào Việt Nam. Địa phận Phát Diệm cũng vì thế trở thành địa phận đầu tiên được quản lý bởi giáo sĩ bản địa.
Giám mục Nguyễn Bá Tòng chọn khẩu hiệu Giám mục của mình là: "In electis meis mitte radices" (Hãy châm rễ sâu trong dân ta chọn). Cùng đợt phong này với ông, còn có 4 Giám mục khác đến từ châu Á là Giám mục Attipetty của Ấn Độ và ba Giám mục Trung Quốc là Mátthêu Lý Dung Triệu (Mathêu Ly), Giuse Phàn Hằng An (Giuse Fan) và Giuse Thôi Thủ Tuân (Ts'oei). Sau lễ truyền chức, Giám mục tân cử Nguyễn Bá Tòng quay lại Pháp. Trong chuyến viếng thăm Lyon, báo chí thủ đô Pháp, các bích chương được dán khắp nơi nhằm giới thiệu tiểu sử tân giám mục người Việt. Tại Vương cung thánh đường Notre Dame de Paris ngày 2 tháng 7 năm 1933, với buổi chủ sự chầu Thánh Thể, Nguyễn Bá Tòng đã thể hiện khả năng hùng biện và tiếng Pháp. Dịp trở lại Pháp sau lễ tấn phong có mục đích thăm viếng các thừa sai truyền giáo, trong đó có viếng thăm Hội Thừa sai Paris.

### Việc mục vụ địa phận

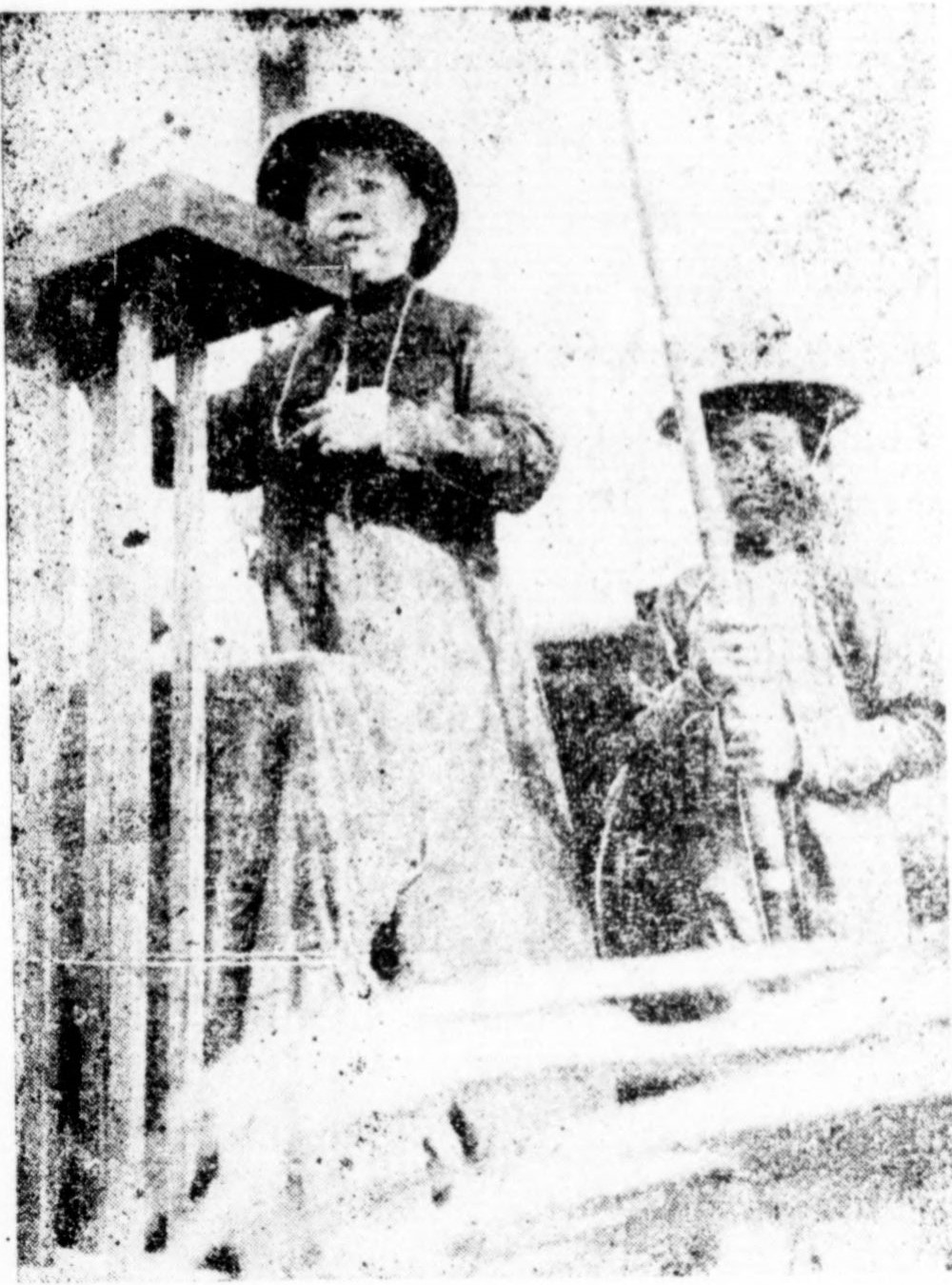
Giám mục Nguyễn Bá Tòng (trái), ảnh chụp năm 1936

Tân Giám mục Nguyễn Bá Tòng rời Rôma trên cung đường đi qua Li Băng và vùng đất thánh Palestine. Ông trở về Việt Nam bằng cách đi qua Phnôm Pênh. Sáng ngày 23 tháng 10 năm 1933, một phái đoàn gồm có ông Haasz từ Hội đồng thành phố Sài Gòn và Hội đồng giáo xứ Tân Định đến Nam Vang đón rước tân Giám mục về đến Sài Gòn chiều ngày 24 tháng 10 năm 1933. Tại đây, giám mục Tòng cử hành nhiều lễ tạ ơn tại Sài Gòn cũng như Bà Rịa. Trên hành trình tiến về phía Bắc, tân giám mục ghé thăm cố đô Huế và được triều đình nhà Nguyễn chào đón. Ngày 10 tháng 11 tháng 11 năm 1933, ông đặt chân đến Ninh Bình, thuộc địa phận Phát Diệm và giữa tháng này đến chào các quan chức Pháp tại Hà Nội. Các quan chức này đánh giá cao khả năng giao thiệp của giám mục Tòng. Hàng nghìn người đã chào đón giám mục Nguyễn Bá Tòng tại đây, bao gồm nhiều trẻ em, vì trường học cho chúng nghỉ học vào ngày này. Trên quãng đường đi lên phía Bắc, giám mục Nguyễn Bá Tòng đi qua nhiều địa điểm như Nha Trang, Qui Nhơn, Huế, Vinh, Thanh Hóa, Bùi Chu và Phát Diệm, hàng nghìn người cũng đã đứng để chào đón tân giám mục. Tại Hà Nội, ba ngày sau khi đến đây, Nguyễn Bá Tòng thuyết giảng tại Nhà thờ Lớn Hà Nội, đồng thời trở thành giáo sĩ Việt Nam đầu tiên giảng lễ trong nhà thờ này, kể từ khi nó được xây dựng năm 1886.
Việc phong chức giám mục Tòng và hai năm sau đó là giám mục Đa Minh Maria Hồ Ngọc Cẩn làm hàng giáo sĩ Việt Nam phấn khởi. Một nhà quan sát phấn khởi nhận định việc tấn phong giám mục cho Nguyễn Bá Tòng và Hồ Ngọc Cẩn đã làm cho các giám mục này mặt thể chất không còn khác biệt với các giám mục châu Âu tiền nhiệm. Tác giả này nhận định giám mục Nguyễn Bá Tòng thường bị nhầm lẫn là giám mục Ý vì không để râu trong khi vị giám mục Cẩn bị nhầm là một giám mục Pháp với bộ râu trắng dài.
Năm 1934, giám mục Gioan Baotixita Tòng được bầu vào Ủy ban nghiên cứu về tài chính của Giáo hội Việt Nam. Ngày 15 tháng 10 năm 1935, nhân ngày kỷ niệm 40 năm trở thành giám mục, Giám mục Alexandre Marcou Thành về nghỉ hưu tại Thanh Hóa. Giám mục Tòng chính thức trở thành Đại diện Tông tòa Hạt Đại diện Tông Tòa Phát Diệm. Cũng trong năm này, Nguyễn Bá Tòng có bài phát biểu tại Nhà thờ chính tòa Paris.
Giám mục Nguyễn Bá Tòng cho xây dựng nhà Tập dòng Mến Thánh giá ở Lưu Phương nhằm đào tạo các nữ tu có nhiệm vụ truyền giáo. Ngoài ra, ông còn thiết lập các tổ chức tôn giáo khác như: trường Thầy giảng, dòng Carmel và trường Thử tại Trì Chính, Hội quán Thanh niên Công giáo Phát Diệm. Đầu năm 1936, ông cho mời dòng Phước Sơn tại Quảng Trị lập chi nhánh tại Phát Diệm. Với công tác đào tạo linh mục, giám mục Tòng nâng cao trình độ đại chủng sinh bằng việc tuyển lựa giáo sư chủng viện bằng các giáo sư người Việt nổi tiếng, trong đó có linh mục Phêrô Maria Phạm Ngọc Chi. Việc mời dòng Châu Sơn đến địa phận Phát Diệm được xúc tiến trong một lần giám mục Nguyễn Bá Tòng đến thăm Đan viện Phước Sơn Huế và bày tỏ với linh mục Bề Trên dòng này rằng ông mong muốn có một dòng tu nam chiêm niệm trong địa phận Phát Diệm. Hiện thức hóa mong muốn của giám mục Tòng, ngày 12 tháng 7 năm 1936, công nghị đan sĩ Phước Sơn chọn linh mục Anselmô Tađêô Lê Hữu Từ làm bề trên tiên khởi Đan viện Thánh Mẫu Châu Sơn.
Giám mục Nguyễn Bá Tòng cũng quan tâm đến đời sống tầng lớp thanh niên. Tháng 3 năm 1935, ông diễn thuyết chủ đề Thanh niên Việt Nam đang lúc 20 tuổi phải làm gì? Bài diễn thuyết này được nhiều báo chí đánh giá cao. Ông cũng chú trọng huấn luyện thành phần truyền giáo của địa phận. Ông cũng tổ chức đại hội thanh niên địa phận Phát Diệm năm 1937 và đại hội thanh niên năm 1938 tại Phú Nhai, với sự trợ giúp của giám mục Đa Minh Maria Hồ Ngọc Cẩn. Tại đại hội năm 1938, giám mục Nguyễn Bá Tòng tham gia diễn thuyết đề tài Nghĩa vụ thanh niên đối với bản thân, Tổ quốc và Giáo hội. Trong thời kỳ này, sách Bài giảng giáo lý của ông được phát hành. Cùng trong năm 1937, ông có hai bài phát biểu: bài thứ nhất tại đại hội Thánh Thể thế giới tại Manila với chủ đề "Evangélisation des Frères Prêcheurs" (tạm dịch: Sứ vụ Phúc âm hóa) và bài thứ hai trong lễ tấn phong giám mục François Arsène Jean Marie Eugène Lemasle Lễ với đề tài "Temps Nouveaux Doctrines Nouvelles" (tạm dịch: Thời đại mới, Giáo lý mới). Hai bài phát biểu này được in lại trên báo Trung Hòa Hà Nội.
Ngày 3 tháng 12 năm 1940, Giám mục Gioan Baotixita Nguyễn Bá Tòng đóng vai trò phụ phong trong buổi lễ tấn phong chức giám mục cho linh mục Gioan Maria Phan Đình Phùng, được tổ chức tại Nhà thờ chính tòa Phát Diệm. Sau lễ tấn phong là lễ gắn huy chương Bắc Đẩu Bội tinh cho giám mục Tòng do Toàn quyền Decoux thay mặt Thống chế Pétain, Quốc trưởng Pháp, trao tặng, với sự tham dự của các quan quyền các cấp. Ông cũng được triều đình Huế trao Nam Long Bội tinh và Kim khánh. Cả hai tặng thưởng từ triều đình và Pháp đều để ghi nhận công lao giám mục Nguyễn Bá Tòng cho tiến hành đắp đê Kim Tùng, góp phần bảo vệ mùa màng và tạo việc làm cho người nghèo.
Giám mục Nguyễn Bá Tòng có sức viết khỏe, trong thời gian quản lý địa phận, ông viết 70 lá thư "Luân Lưu" đề cập nhiều vấn đề của địa phận. Tác giả Hoàng Xuân Việt viết trong sách Thắng cảnh Phát Diệm nhận định rằng trong bình diện văn học, giám mục Nguyễn Bá Tòng thuộc đội ngũ nhà văn lớn của nền văn học Việt Nam từ giai đoạn 1930–1949.

## Hưu dưỡng và Giám quản Địa phận
Ngày 27 tháng 12 năm 1943, giám mục Nguyễn Bá Tòng trao quyền quản lý địa phận cho giám mục phó Gioan Maria Phan Đình Phùng. Giám mục Tòng quyết định về Xuân Đài để nghỉ dưỡng. Tuy vậy, chỉ vài tháng sau khi chấp chính giáo phận, giám mục Phan Đình Phùng qua đời cuối tháng 5 năm 1944. Nhận được tin, giám mục Tòng quay về địa phận và tổ chức lễ tang cho giám mục Phùng. Kể từ ngày 8 tháng 6 năm 1944, ông đảm nhận vai trò Giám quản Tông Tòa Địa phận Phát Diệm để chờ Tòa Thánh chọn người kế vị. Nguyễn Bá Tòng theo đường hướng của linh mục Trần Lục để quyết định khai khẩn, lấy đất lấp biển ở vùng Cồn Thoi. Với việc này, ông tạo việc làm cho người dân không phân biệt lương giáo và thiết lập được nhiều xứ đạo nơi vùng đất mới trong thời kỳ khó khăn năm 1945.
Đại diện cho các giám mục Việt Nam, ngày 23 tháng 9 năm 1945, Giám mục Nguyễn Bá Tòng viết điện văn gửi Tòa Thánh Vatican, Anh và Hoa Kỳ. Trong thư, ông kêu gọi Tòa Thánh và toàn bộ giáo sĩ, giáo dân ủng hộ nền độc lập cho Việt Nam và hai quốc gia Anh, Hoa Kỳ can thiệp ủng hộ cho nền độc lập [của nước Việt Nam]. Giám mục Tòng đề cử linh mục Tađêô Lê Hữu Từ, tu viện trưởng dòng Châu Sơn và Tòa Thánh quyết định chọn linh mục này làm giám mục. Lễ tấn phong cho giám mục Từ diễn ra cuối tháng 10 năm 1945 và giám mục Tòng bàn giao lại địa phận cho giám mục Từ, trở lại Xuân Đài để nghỉ hưu. Tại đây, ông nhiều lần trò chuyện cùng giám mục Hồ Ngọc Cẩn và gặp giám mục Cẩn một ngày trước khi giám mục này qua đời.
Cuối tháng 6 năm 1949, Giám mục Nguyễn Bá Tòng nhận thấy sức đã kiệt, rời nơi hưu dưỡng về Phát Diệm. Ông bày tỏ mong muốn muốn được qua đời tại Phát Diệm. Giám mục Tòng qua đời ngày 11 tháng 7 năm 1949, an táng tại Nhà thờ chính tòa Phát Diệm.

## Tưởng nhớ
Tại Sài Gòn trước 1975 có trường Trung học Nguyễn Bá Tòng. Hiện ngôi trường này mang tên là trường Trung học phổ thông Bùi Thị Xuân, tọa lạc tại quận 1, Thành phố Hồ Chí Minh. Tại thành phố này cũng có Nhà in Nguyễn Bá Tòng, sau này trở thành nhà in Nhà máy In Tổng Hợp Thành phố Hồ Chí Minh.
Năm 2018, một cựu tiểu chủng sinh Tiểu chủng viện Sài Gòn là ông Nguyễn Toàn Thắng đã trao tặng bức khảm linh mục đoàn địa phận Phát Diệm dâng tặng giám mục Nguyễn Bá Tòng cho Giám quản Tông Tòa Tổng giáo phận Thành phố Hồ Chí Minh Giuse Đỗ Mạnh Hùng. Bức khảm này đã lưu lạc hàng thập niên ở Pháp và được ông Thắng chuộc về. Giám mục Hùng thay mặt nhận tấm khảm và cho biết sẽ trao lại cho giám mục giáo phận Phát Diệm Giuse Nguyễn Năng.
Tại Thành phố Hồ Chí Minh hiện nay có con đường mang tên Nguyễn Bá Tòng tại Phường Tân Thành, quận Tân Phú.

## Tông truyền
Giám mục Gioan Baotixita Nguyễn Bá Tòng được tấn phong giám mục năm 1933, dưới thời Giáo hoàng Piô XI, bởi:
- Chủ phong: Giáo hoàng Piô XI, giáo hoàng giáo hội Công giáo Rôma.
- Hai vị phụ phong: Tổng giám mục Khâm sứ Tòa Thánh tại Trung Quốc Celso Benigno Luigi Costantini và Hồng y inpectore – Tổng giám mục Carlo Salotti, Tổng thư ký Thánh bộ Truyền giáo.

Giám mục Gioan Baotixita Nguyễn Bá Tòng là giám mục truyền chức linh mục cho giám mục:
- Năm 1937, Phaolô Bùi Chu Tạo, nay là cố giám mục chính tòa Giáo phận Phát Diệm.

Giám mục Gioan Baotixita Nguyễn Bá Tòng đóng vai trò chủ phong trong nghi thức truyền chức giám mục cho:
- Năm 1945, Tađêô Lê Hữu Từ, nay là cố Đại diện Tông Tòa Phát Diệm.

Giám mục Gioan Baotixita Nguyễn Bá Tòng đóng vai trò phụ phong trong nghi thức truyền chức giám mục cho các giám mục sau:
- Năm 1935, Đa Minh Maria Hồ Ngọc Cẩn, nay là cố Đại diện Tông Tòa Bùi Chu.
- Năm 1940, Gioan Maria Phan Đình Phùng, nay là cố Đại diện Tông Tòa Phát Diệm.